# Амбарцумян, Офелия Карапетовна
Офе́лия Ка́рапетовна Амбарцумя́н (арм. Օֆելիա Կարապետի Համբարձումյան; 9 января 1925, Ереван — 13 июня 2016, там же) — советская и армянская певица. Народная артистка Армянской ССР (1959).

## Биография
Окончила музыкальное училище им. Романоса Меликяна, с 1944 г. была солисткой Ансамбля народных инструментов радио (затем телевидения и радио) Армянской ССР имени А. Мерангуляна. В её репертуар входили в основном армянские народные песни, а также песни армянских композиторов. Помимо прочих исполняла произведения Саят-Новы.
Много гастролировала в городах Советского Союза, а также выступала за рубежом (Ливан, Сирия, Египет, Франция, США).

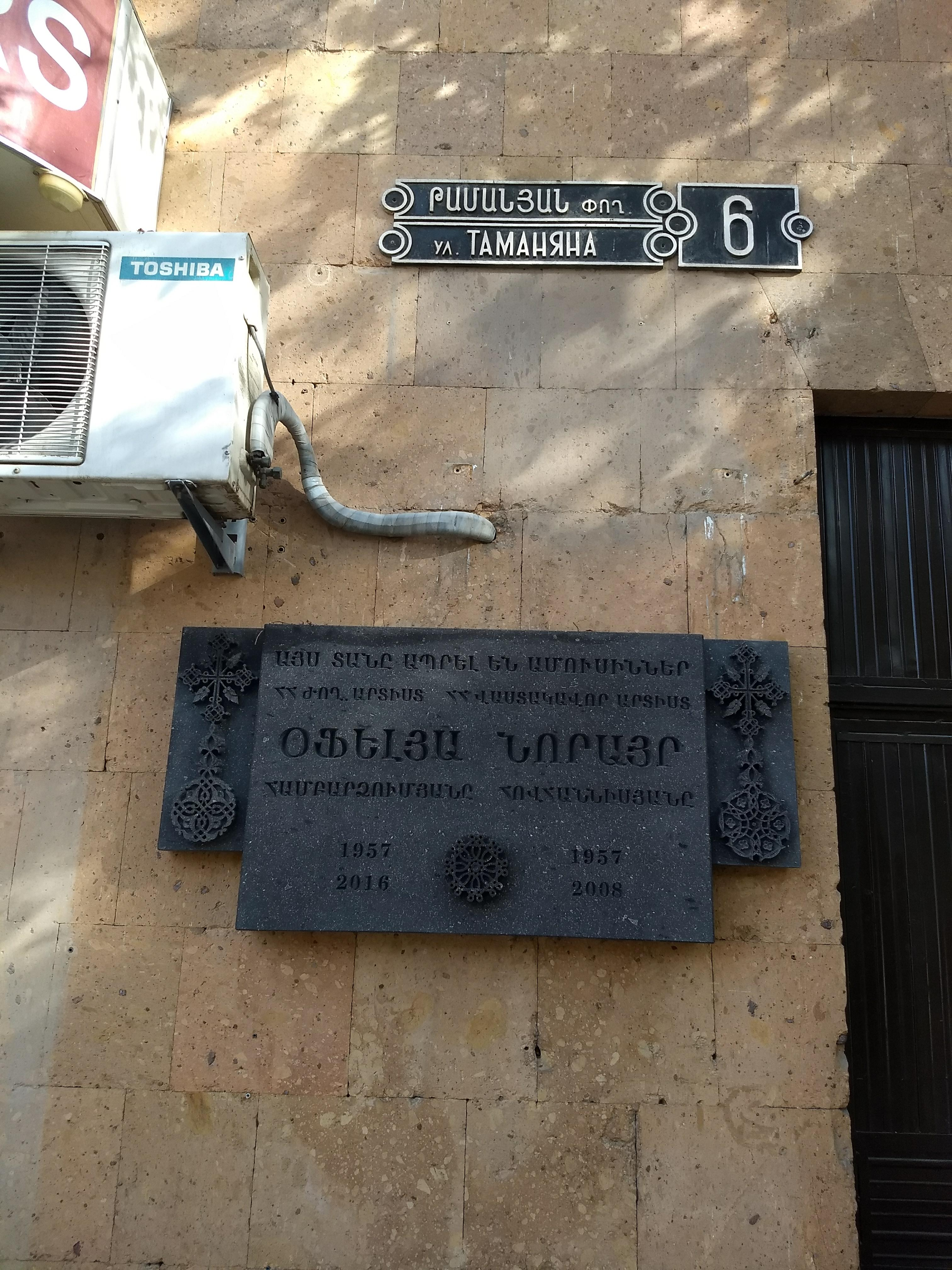
Мемориальная доска в Ереване

Дочь — известная армянская джазовая вокалистка Татевик Оганесян. В сентябре 2015 г. в Ереване состоялась премьера автобиографического фильма «Офелия», в котором снялись сама певица и ее дочь, проживающая в США.

## Награды
- Народная артистка Армянской ССР (1959).
- Орден Святого Месропа Маштоца (3 сентября 2011) — по случаю 20-летия независимости Республики Армения, за большой личный вклад в развитие и распространение армянского песенного искусства[2].
- Орден Трудового Красного Знамени (8 февраля 1985).
- Орден «Знак Почёта» (27 июня 1956).

## Фильмы с участием Офелии Амбарцумян
- Документальный фильм. Соловьи. 1974 г., студия т/ф «Ереван».
- Поёт Офелия Амбарцумян. 1985 г., студия т/ф «Ереван» (Фильм-концерт).